# Вертова
Вертова (італ. Vertova) — муніципалітет в Італії, у регіоні Ломбардія, провінція Бергамо.
Вертова розташована на відстані близько 490 км на північний захід від Рима, 65 км на північний схід від Мілана, 20 км на північний схід від Бергамо.
Населення — 4786 осіб (2014).

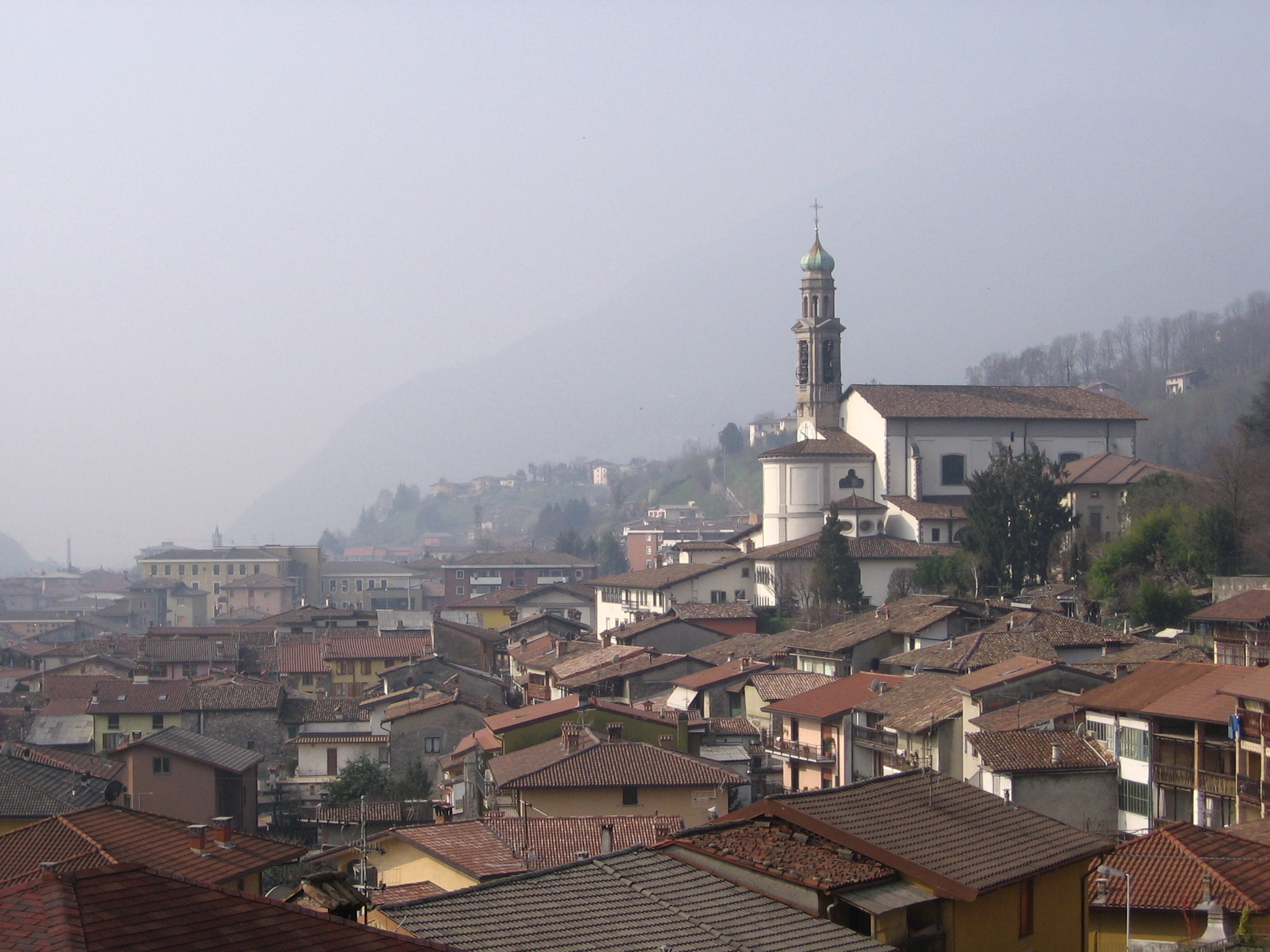

Щорічний фестиваль відбувається 25 квітня. Покровитель — Святий євангеліст Марко.

## Демографія
Населення за роками:

Станом на 1 січня 2023 року в муніципалітеті офіційно проживало 358 іноземців з 28 країн, серед них 66 громадян країн Євросоюзу та 26 громадян України.

## Сусідні муніципалітети
- Казніго
- Кольцате
- Корнальба
- Коста-Серина
- Фйорано-аль-Серіо
- Гаццаніга
- Онета